# Хойно-Блота-Велике
Хойно-Блота-Велике (пол. Chojno-Błota Wielkie) — село в Польщі, у гміні Вронки Шамотульського повіту Великопольського воєводства.
У 1975-1998 роках село належало до Пільського воєводства.